# Toqui

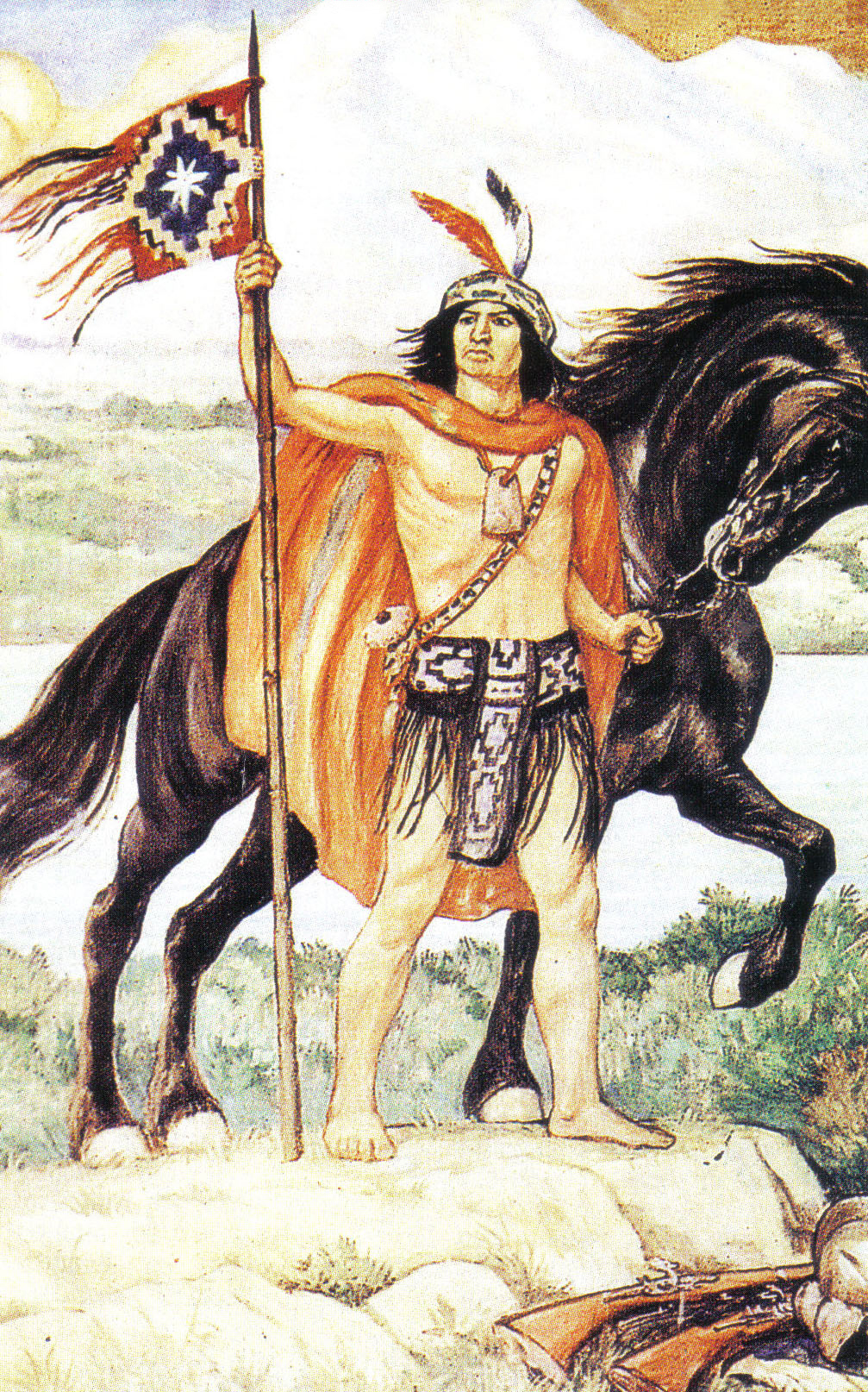
El toqui Lautaro, con la cabeza de hacha (también llamada toqui) colgando en el cuello como insignia de mando.

Toqui (del mapudungun toki) es el título que los mapuche daban a sus líderes militares. El término también se usaba para nombrar la cabeza de hacha de piedra que los jefes mapuches usaban como insignia de mando.

## Descripción
El toqui era elegido en una asamblea de loncos de los distintos clanes aliados en la guerra en cuestión, que se unían para formar una agrupación denominada rehue. No era un puesto vitalicio ni hereditario, sino un mandato que duraba mientras persistía la guerra o la situación excepcional, o mientras se mantuviera el acuerdo entre los loncos que lo habían elegido. 
El método de elección era variable, pero se atendía a la fama y habilidad como guerrero de los candidatos y a su capacidad oratoria. La versión que se cuenta en La Araucana (la elección de Caupolicán mediante una prueba de fuerza) ya no se acepta universalmente. 

### El mapu-toqui
En tiempos de grandes calamidades, como sequías, epidemias, invasiones u otros grandes problemas que afectaban a una extensión amplia de territorio, se formaba el aillarehue, una pequeña confederación de nueve rehues, cuyo jefe era el mapu-toqui (jefe militar de una comarca en estado de guerra). Los aillarehues adquirieron gran importancia para hacer frente a los españoles.

### El gran toqui
Debido a la lucha contra los conquistadores españoles, los mapuches se vieron obligados a formar alianzas entre varios aillarehues. Dichas alianzas se denominaron butalmapus, o zonas de guerra. El jefe de cada butalmapu era elegido por los toquis; los españoles lo llamaban el "gran toqui" y el grande.

## Toquis desde la llegada de los españoles alsigloXVIII

Probable estandarte de los toquis, basado en representaciones.

Fueron toquis los siguientes caciques:
- Malloquete[2] 1546  †
- Aillavillú 1550  †
- Lincoyán 1551-1553
- Lautaro  1554-1557  †
- Caupolicán 1557-1558  †
- Caupolicán II 1558  †
- Illangulién (Antiguenu) 1559-1564  †
  - Loble[3] o Antunecul[4] vice toqui 1563-1565
- Paillataru 1564-1574
  - Llanganabal
  - Millalelmo
- Paynenancu (Alonzo Díaz) 1574-1583  †
- Cayancura 1584-1585
- Nongoniel 1585  †
- Cadeguala 1585-1586  †
- Guanoalca 1587-1590
- Quintuguenu 1591  †
- Paillaeco 1591  †
- Paillamachu 1592-1603
  - Pelantaro vice toqui
  - Millacolquin vice toqui
- Huenecura 1604-1610
- Aillavilu II 1610
- Anganamón, Ancanamon o Ancanamun 1612 - 1613
- Loncothegua 1613-1621
- Lientur 1621-1629
- Butapichón 1629-1631
- Quepuantú 1631-1632  †
- Butapichón 1632-1634  †
- Huenucalquin 1634-1635  †
- Curanteo 1635  †
- Curimilla 1635-1639  †
- Lincopinchon 1640-1641
- Clentaru 1655-1656
- Mestizo Alejo 1656-1661  †
- Misqui 1661  †
- Colicheuque 1663  †
- Udalevi 1664-1665  †
  - Calbuñancu vice toqui 1664-1665  †[5]
- Ayllicuriche 1672-1673  †
- Millalpal (Millapán) 1692-1694
- Vilumilla 1722-1726
- Curiñancu 1766-1774
  - Leviantu Vice Toqui[6]

 † Muerto en batalla o ejecutado.

## Recepción
Rubén Darío, en su soneto "Caupolicán", dedica estos versos a la figura del Toqui: 
"El toqui, el toqui, el toqui, clama la conmovida casta."
Anduvo, anduvo, anduvo, la aurora dijo: "Basta"
e irguióse la alta frente del gran Caupolicán."